# Náhorní plošina

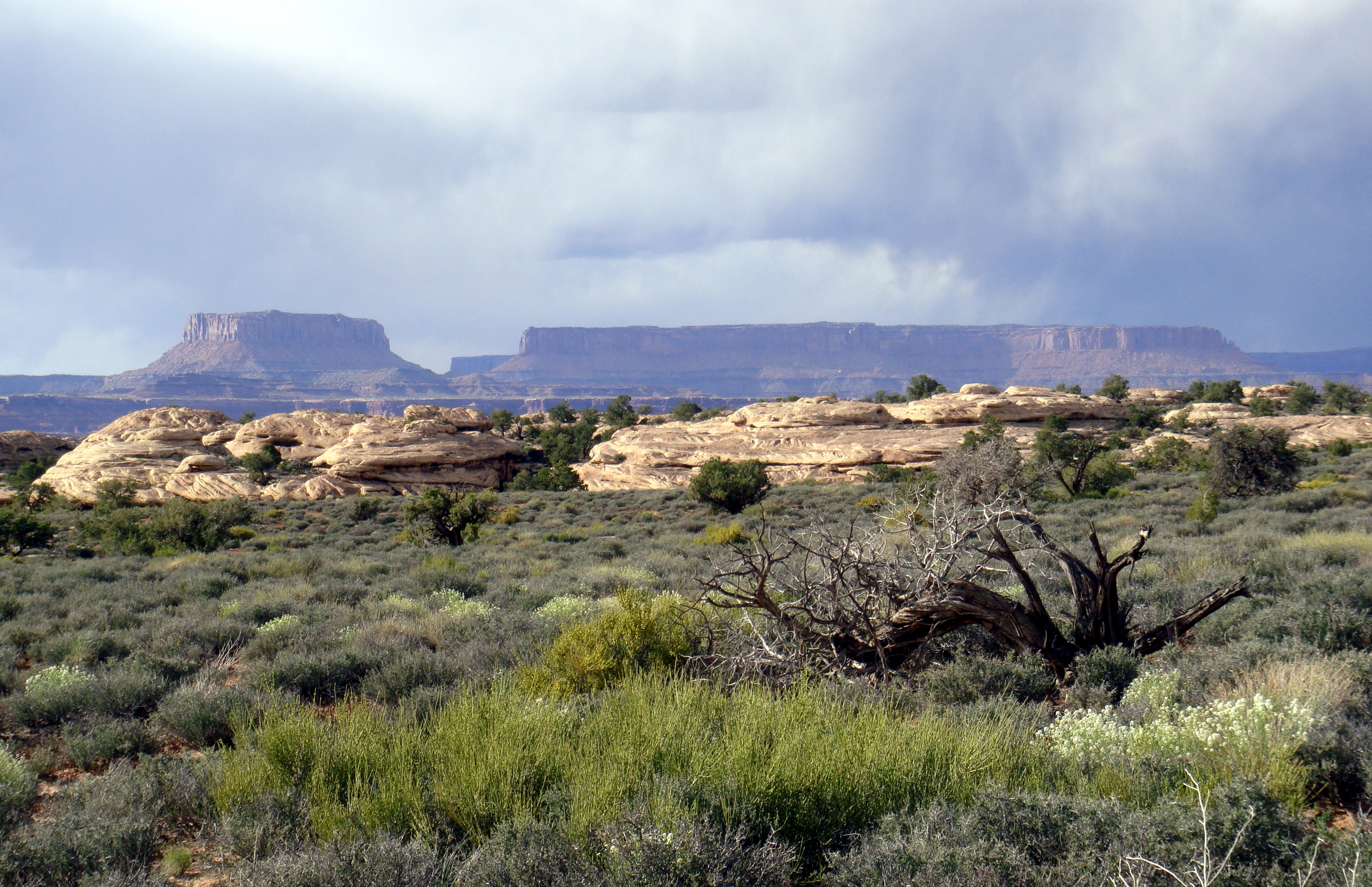
Národní park Canyonlands

Náhorní plošina je v geologii a geomorfologii oblast náhorní roviny tvořená plochým terénem, který je alespoň na jedné straně prudce vyvýšen nad okolní terén. Často má na jedné nebo více stranách hluboké kopce. Náhorní plošiny mohou vznikat v důsledku řady procesů, např. výronem sopečného magmatu, protlačováním lávy, vodní a ledovcovou erozí. Náhorní plošiny se klasifikují podle okolního prostředí jako mezihorské, piedmontské nebo kontinentální. Několik plošin může mít malý plochý vrchol, zatímco jiné jsou široké.  Bývá složena z vodorovně uložených vrstev hornin a liší se ve své velikosti od rozsáhlých náhorních plošin, které zaujímají části subkontinentů, až po malé stolové hory.

## Vznik
Náhorní plošiny mohou vznikat různými procesy, např. výrony (vzedmutími) sopečného magmatu, protlačováním lávy a vodní či ledovcovou erozí.

### Vulkanické

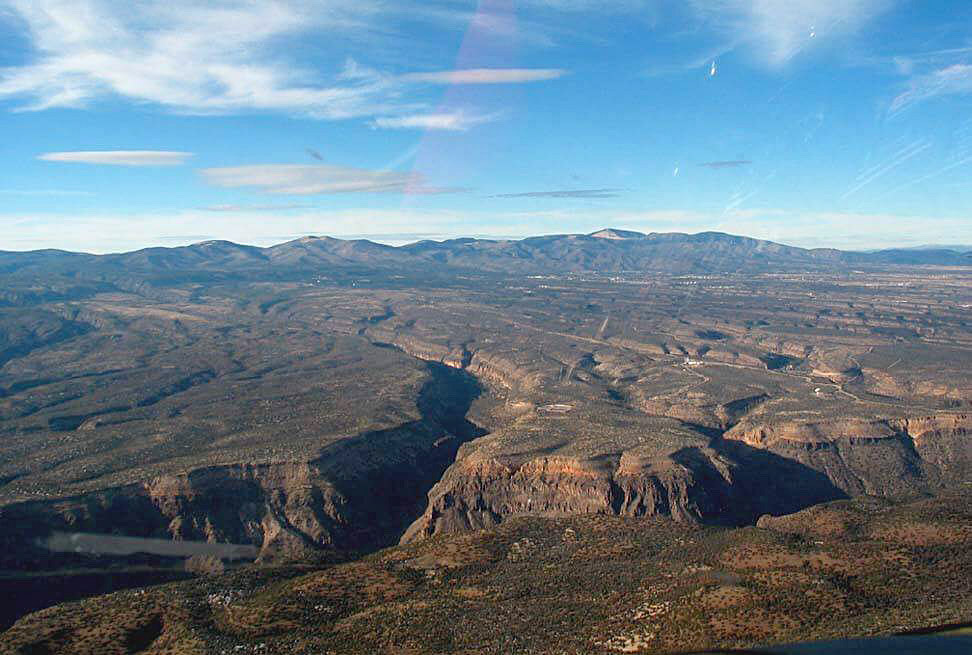
Příkladem sopečné plošiny je náhorní plošina Pajarito v Novém Mexiku.

Vulkanické plošiny vznikají sopečnou činností. Příkladem je Kolumbijská plošina na severozápadě Spojených států amerických. Mohou vznikat vývěrem sopečného magmatu nebo vytlačováním lávy.
Základní mechanismus vzniku náhorních plošin z vývěrů začíná, když magma stoupá z pláště, což způsobuje, že se země se zvedá vzhůru. Tímto způsobem dochází k vyzdvižení velkých plochých oblastí hornin a vytvoření náhorní plošiny. U plošin vzniklých protlačováním je hornina tvořena lávou, která se šíří ven z puklin a slabších míst v zemské kůře.

### Eroze
Náhorní plošiny mohou vznikat také erozními procesy ledovců v horských pásmech, které je zanechávají usazené mezi horskými pásmy. Voda může také erodovat hory a jiné tvary reliéfu do podoby náhorních plošin. Rozčleněné plošiny jsou silně erodované plošiny rozřezané řekami a rozčleněné hlubokými úzkými údolími. Počítačové modely naznačují, že vysoké plošiny mohou být částečně také výsledkem zpětné vazby mezi tektonickou deformací a suchými klimatickými podmínkami, které se vytvářejí na závětrné straně rostoucích orogénů.

## Klasifikace
Náhorní plošiny se klasifikují podle okolního prostředí.
- Mezihorské plošiny jsou nejvyšší na světě, ohraničené horami. Jednou z takových náhorních plošin je Tibetská náhorní plošina.
- Lávové neboli vulkanické plošiny jsou plošiny, které se vyskytují v oblastech rozsáhlých sopečných erupcí. Magma, které vychází úzkými puklinami nebo trhlinami v zemské kůře, se šíří po velké ploše a tuhne. Tyto vrstvy lávových plátů tvoří lávové nebo sopečné plošiny. Příkladem lávových plošin jsou Antrimská plošina v Severním Irsku, Dekanská plošina v Indii a Kolumbijská plošina ve Spojených státech amerických.
- Piedmontské plošiny jsou z jedné strany ohraničeny horami a z druhé strany rovinou nebo mořem. Příkladem je Piedmontská plošina na východě Spojených států amerických mezi Appalačským pohořím a Atlantickou nížinou.
- Kontinentální plošiny jsou ze všech stran ohraničeny rovinami nebo oceány, které je oddělují od hor. Příkladem kontinentální plošiny je Antarktická plošina ve východní Antarktidě.

## Významné příklady
Asie
- Tibetská náhorní plošina
- Dekánská plošina

Antarktida
- Antarktická náhorní plošina

Jižní Amerika
- Altiplano

- Andská náhorní plošina

Severní Amerika
- Koloradská plošina
- Mogollon Rim